# William Haughton
William Haughton († 1605), fue un dramaturgo inglés de teatro isabelino. En los años 1597 a 1602 colaboró en muchas obras con Henry Chettle, Thomas Dekker, John Day, Richard Hathwaye y Wentworth Smith.
Sus datos biográficos se conocen a partir de las notas de Philip Henslowe, propietario del Teatro La Rosa. Al principio, Henslowe se refiere a él como el "joven" Haughton. Produjo todas sus obras conocidas para Henslowe, para que las representaran Los hombres del Almirante.
Una comedia alegre llamada English-Men for my Money, or A Woman will have her Will (1598) se le atribuye como autor único, y Fleay considera que es responsable de gran parte de Patient Grissel (1599).
El 10 de marzo de 1600 Henslowe prestón a Haughton diez chelines "para sacarlo del Clink," esto es, de la prisión por deudas.
The Devil and his Dame, mencionada como obra a estrenar en los papeles de Henslowe en marzo de 1600, se identifica con Grim the Collier of Croydon, impresa en 1662. En esta obra se envía a un emisario a las regiones infernales para relatar las condiciones de la vida matrimonial sobre la tierra.
Grim se reimprimió en el vol. viii, y English-Men for my Money iii, vol. 5, de la edición de WC Hazlitt de las Old Plays de Robert Dodsley.
Haughton hizo testamento el 6 de junio de 1605, con su colaborador Wentworth Smith y una tal Elizabeth Lewes de testigos. Dejó una viuda, Alice e hijos.